# Roca Cielo
La Roca Cielo (en inglés: Sky Rock) (53°59′S 37°30′O / -53.983, -37.500) es una pequeña roca de 3 metros de altura, que marca la extensión sur de las islas Bienvenido en la costa norte de la isla San Pedro (Georgias del Sur)
. Fue trazada y nombrada por el personal de Investigaciones Discovery en 1930.